# Теодора Палеологина
Теодора Палеологина е българска царица, съпруга на царете Теодор Светослав от 1308 чак до смъртта му през 1321 г. и на Михаил III Шишман Асен до неговата гибел след битката при Велбъжд на 28 юли 1330 г.

## Произход
Теодора е дъщеря на император Михаил IX Палеолог, син и съуправител на византийския император Андроник II Палоелог (1282 – 1328). Нейна майка е императрица Рита (Мария) Арменска, дъщеря на владетеля на Киликийска Армения Левон II. По майчина линия принадлежи към династията на Хетумидите. По бащина линия принадлежи към Палеолозите. Теодора е сестра на император Андроник III Палеолог и на принцеса Анна Палеологина, съпруга на епирския деспот Тома I Комнин и графа на Кефалония, Николай Орсини.

## Царица на България

### Брак с цар Теодор Светослав
Теодор Светослав иска ръката ѝ в края на 1307 г., с което приключва успешната за българите война с империята, започнала фактически с възцаряването на този български цар. Андроник II е принуден да даде съгласието си, с което и южните черноморски търговски градове (Месемврия, Анхиало и др.) остават в границите на България. Бракът вероятно е сключен през пролетта на 1308 г.
След смъртта на Теодор Светослав Теодора остава в Търново. Изглежда, че отношенията ѝ с нейния заварен син и нов цар Георги II Тертер – дете на предшественицата ѝ Ефросина са добри. Тя продължава да живее в българската столица и след ранната му смърт и с възцаряването на видинския деспот Михаил III Шишман Асен.

### Брак с Михаил III Шишман Асен
С оглед на новата си външнополитическа линия новият цар се развежда с първата си съпруга – сръбкинята Анна Неда и се жени за Теодора. Така от една страна Михаил легитимира властта си над трона, а от друга се сближава с император Андроник III. Последният разбира за това от пратениците си в Търново, натоварени със задачата да сключат нов съюз с новия български владетел. Преговорите завършват през май на 1327 г., когато съюзът между двете държави е подновен. Съвременниците на това събитие пишат по този повод, че тази среща повече приличала на семейно събиране отколкото на реални преговори. Андроник и майка му Мария помолили българския цар да доведе с него и съпругата си Теодора, която те не били виждали дълги години. Близкото родство обаче става и повод за вражда, тъй като през 1328 г. Андроник III обвинява Михаил, че е нахлул в пределите на неговата държава, а отговорът на царя е, че това е „бащино наследство“. Смъртта на Михаил III след битката при Велбъжд обаче коренно променя живота на Теодора. Пребиваването ѝ в Търново става невъзможно, тъй като тук след битката се завръща Анна Неда със сина си и нов цар Иван Стефан.

## Напускане на България
След почти четвърт век в България и два пъти българска царица, през есента на 1330 г. Теодора окончателно напуска България и се премества при брат си в Константинопол. Там изглежда, че живее богато, тъй като се радва на особената почит от майката на Йоан VI Кантакузин. Много е вероятно Теодора да е съжителствала и с майка си, която по това време е монахиня, тъй като след смъртта ѝ, Теодора се отказва от светския живот и се замонашва под името Теодосия.
За разлика от предшественичките ѝ Теодора е далеч по-човечна. Бившата царица е единствената, която посещава Теодора Канткузина, майката на Йоан Кантакузин, която е хвърлената в затвора след началото на гражданска война във Византия, и остава до нея до смъртта ѝ. Повече свидетелства за живота на Теодора няма. Знае се, че тя има деца от брака си с Михаил III Шишман Асен, а вероятно и от този с Теодор Светослав, но техните имена и брой са неизвестни.